# Chryzostom Giżycki
Chryzostom Giżycki herbu Nałęcz (zm. 1680) – kasztelan wieluński w latach 1677–1680, sędzia ziemski wieluński w latach 1657–1677, podsędek wieluński w latach 1651–1656, burgrabia wieluński w 1645 roku, sekretarz królewski w 1652 roku, komornik graniczny wieluński w 1639 roku.
Deputat na Trybunał Główny Koronny z ziemi wieluńskiej w 1645/1646 roku.
Był elektorem Władysława IV Wazy i Jana II Kazimierza Wazy. Jako poseł na sejm nadzwyczajny 1654 roku wyznaczony do lustracji dóbr królewskich w Małopolsce i na Rusi. Jako poseł na sejm 1659 roku wyznaczony do lustracji dóbr królewskich w Wielkopolsce.
Poseł sejmiku wieluńskiego na sejm zwyczajny i nadzwyczajny 1652 roku, sejm nadzwyczajny 1654 roku, sejm 1658, 1659, 1661, 1662, 1666 (I). 1666 (II), 1667, sejm abdykacyjny 1668 roku. Poseł na sejm 1677 roku.
Był elektorem Michała Korybuta Wiśniowieckiego z ziemi wieluńskiej w 1669 roku, podpisał jego pacta conventa.